# Droga do science fiction
Droga do science fiction (ang. The Road to Science Fiction) – sześcioczęściowa antologia literatury fantastyczno-naukowej, opracowana przez Jamesa Gunna, pisarza i teoretyka gatunku. W Polsce pierwsze cztery części (w pięciu tomach) wydało wydawnictwo Alfa, pod redakcją Wiktora Bukato.
Angielskie tomy były recenzowane m.in. w Analog Science Fiction and Fact i The New York Review of Science Fiction.

## Część 1.: Od Gilgamesza do Wellsa
(Signet, 1979; wyd. pol. Alfa, 1985)
1. Lukian z Samosat – Prawdziwa historia
2. Podróże i wyprawy Pana Johna Mandeville’a – fragment
3. Thomas More – Utopia – fragmenty
4. Tommaso Campanella – Miasto Słońca – fragmenty
5. Francis Bacon – Nowa Atlantyda – fragmenty
6. Johannes Kepler – Somnium albo Astronomia lunarna
7. Savinien Cyrano de Bergerac – Państwa i cesarstwa Księżyca – fragmenty
8. Jonathan Swift – Podróże Guliwera – Podróż do Laputy – fragment
9. Ludvig Holberg – Podróż do krajów podziemnych – fragment
10. Mary Shelley – Frankenstein – fragmenty
11. Nathaniel Hawthorne – Córka Rapacciniego
12. Edgar Allan Poe – Mellonta Tauta
13. Fitz-James O’Brien – Diamentowa soczewka
14. Jules Verne – Dwadzieścia tysięcy mil podmorskiej żeglugi – fragment
15. Jules Verne – Wokół Księżyca – fragment
16. H. Rider Haggard – Ona – fragment
17. Edward Bellamy – Z przeszłości 2000-1887 r. – fragment powieści W roku 2000
18. Ambrose Bierce – Draństwo
19. Rudyard Kipling – Nocna poczta
20. Herbert George Wells – Gwiazda

## Część 2.: Od Wellsa do Heinleina
(Signet, 1979; wyd. pol. Alfa, 1986)
1. Herbert George Wells – Nowy akcelerator (New Accelelator)
2. E.M. Forster – Maszyna staje (The Machine Stops)
3. Edgar Rice Burroughs – Szachiści Marsa (The Chessmen of Mars) – fragment
4. A. Merritt(inne języki) – Lud z Otchłani (The People of the Pit)
5. Jack London – Czerwony bóg (Red One)
6. Howard Phillips Lovecraft – W otchłani (Dagon)
7. Julian Huxley – Król z probówki (The Tissue-Culture King)
8. David H. Keller(inne języki) – Bunt pieszych (The Revolt of the Pedestrians)
9. Olaf Stapledon – Ostatni i pierwsi ludzie (Last and First Men) – fragment
10. Aldous Huxley – Nowy wspaniały świat (Brave New World) – fragment
11. Stanley G. Weinbaum – Odyseja marsjańska (A Martian Oddysey)
12. John W. Campbell – Zmierzch (Twilight)
13. Murray Leinster – Proxima Centauri (Proxima Centauri)
14. Edmond Hamilton – Jak tam jest? (What's It Like Out There?)
15. Jack Williamson – Z założonymi rękami (With Folded Hands...)
16. L. Sprague de Camp – Hyperpilositis (Hyperpilosity)
17. Lester del Rey – Wierny jak pies (Faithful)
18. A.E. van Vogt – Zabójca z mroków (Black Destroyer, potem włączone do powieści Misja międzyplanetarna)
19. Isaac Asimov – Nastanie nocy (Nightfall)
20. Robert A. Heinlein – Requiem (Requiem)

## Część 3.: Od Heinleina do dzisiaj
(Signet, 1979; wyd. pol. Alfa, 1987)
- t.1.

1. Robert A. Heinlein – Wszyscy wy zmartwychwstali... (All You Zombies...)
2. Isaac Asimov – Dowód (Reason)
3. Clifford D. Simak – Ucieczka (Desertion)
4. Lewis Padgett (Henry Kuttner & C.L. Moore) – Tubelyrczkom spełły fajle (Mimsy Were the Borogoves)
5. Ray Bradbury – Wycieczka na milion lat (The Million-Year Picnic)
6. Theodore Sturgeon – Gromy i róże (Thunder and Roses)
7. Judith Merril – Gdyby matka wiedziała... (That Only A Mother)
8. William Tenn – Program Brooklyn (Brooklyn Project)
9. Fritz Leiber – Nadchodzi pora atrakcji (Coming Attraction)
10. Arthur C. Clarke – Posterunek (The Sentinel, potem rozbudowane do rozmiarów powieści 2001: Odyseja kosmiczna)
11. Philip Jose Farmer – Żagle na maszt! (Sail On!, Sail On!)
12. Hal Clement – Czynnik krytyczny (Critical Factor)
13. Alfred Bester – Fahrenheit radośnie (Fondly Fahrenheit)
14. Tom Godwin(inne języki) – Bezduszne równania (The Cold Equations)
15. Cordwainer Smith – Gra w szczura i smoka (The Game of Rat and Dragon)
16. Robert Sheckley – Pielgrzymka na Ziemię (Pilgrimage to Earth)
17. Brian W. Aldiss – Kto zastąpi człowieka? (Who Can Replace A Man)

- t. 2.

1. Kurt Vonnegut – Harrison Bergeron (Harrison Bergeron)
2. Harry Harrison – Spustoszony będzie Aszkelon (Streets of Ashkelon)
3. J.G. Ballard – Ostatnia plaża (The Terminal Beach)
4. Gordon R. Dickson – Szlak delfinów (The Dolphin's Way)
5. R.A. Lafferty – Snuje się wtorkowa noc (Slow Tuesday Night)
6. Frederik Pohl – Dzień milionowy (Day Million)
7. Philip K. Dick – Przypomnimy to panu hurtowo (We Can Remember It for You Wholesale)
8. Harlan Ellison – Nie mam ust, a muszę krzyczeć (I Have No Mouth, and I Must Scream)
9. Samuel R. Delany – Opaść na Gomorę (Aye, and Gomorrah...)
10. Larry Niven – Człowiek na części (The Jigsaw Man)
11. Poul Anderson – Kyrie (Kyrie)
12. Damon Knight – Maski (Masks)
13. John Brunner – Stojąc na Zanzibarze (Stand on Zanzibar) – fragment
14. Norman Spinrad – Wielki błysk (Big Flash)
15. Robert Silverberg – Taniec słońca (Sundance)
16. Ursula K. Le Guin – Lewa ręka ciemności (The Left Hand of Darkness) – fragment
17. Joanna Russ – Nadchodzą nowe czasy (When It Changed)
18. Roger Zelazny – Mechaniczne serce (The Engine at Heartspring's Center)
19. Joe Haldeman – Trzechsetlecie (Tricentennial)

## Część 4.: Od dzisiaj do wieczności
(Signet, 1979; wyd. pol. Alfa, 1988)
1. Richard Matheson – Zrodzony z męża i niewiasty (Born of Man and Women)
2. Avram Davidson – Mój chłopak zwie się Jello (My Boy Friend's Name is Jello)
3. Walter M. Miller Jr. – Pierwsza kantyka (A Canticle for Leibowitz, potem włączone do powieści Kantyczka dla Leibowitza)
4. Algis Budrys – Któż by niepokoił Gusa? (Nobody Bothers Gus)
5. Daniel Keyes – Kwiaty dla Algernona (Flowers for Algernon)
6. Jack Vance – Księżycowa Ćma (The Moon Moth)
7. Jorge Luis Borges – Biblioteka Babel (The Library of Babel)
8. Frank Herbert – Diuna (Dune) – fragment
9. Bob Shaw – Światło minionych dni (Light of Other Days)
10. Stanisław Lem – Wyprawa pierwsza A czyli Elektrybałt Trurla (opowiadanie z Cyberiady)
11. Pamela Zoline(inne języki) – Cieplna śmierć Wszechświata (The Heat Death of the Universe)
12. Kate Wilhelm – Eksperyment Darina (The Planners)
13. Terry Carr(inne języki) – Taniec Przemieniającego się i Trójki (The Dance of the Changer and the Three)
14. James Tiptree Jr. – Ostatni lot doktora Aina (The Last Flight of Dr Ain)
15. Gardner Dozois – Tam gdzie nie świeci słońce (Where No Sun Shines)
16. Gene Wolfe – Wyspa doktora Śmierci i inne opowiadania (The Island of Doctor Death and Other Stories)
17. Thomas M. Disch – Angouleme (Angouleme)
18. Pamela Sargent(inne języki) – Rwij błękitne róże (Gather Blue Roses)
19. David Gerrold(inne języki) – Palec w mym mam oku (With a Finger in My I)
20. George Alec Effinger – Duchowy mistrz (The Ghost Writer)
21. Vonda N. McIntyre – O Mgle i Trawie, i Piasku (Of Mist, and Grass, and Sand, potem włączone do powieści Opiekun snu)
22. John Varley – Uprowadzenie (Air Raid, potem rozbudowane do rozmiarów powieści Złoty wiek(inne języki))
23. Barry N. Malzberg(inne języki) – Rozłączenie (Uncoupling)
24. Michael Bishop – Wolny pomidor (Rogue Tomato)
25. George R.R. Martin – Wieża popiołów (This Tower of Ashes)
26. Edward Bryant(inne języki) – Teoria cząstek (Particle Theory)
27. Joan D. Vinge – Widok z wysoka (View From a Height)
28. George Zebrowski – Słowotop (The Word Sweep)
29. Ian Watson – Światowy Konwent Science Fiction w roku 2080 (The World Science Fiction Convention of 2080)
30. Carol Emshwiller(inne języki) – Potworne (Abominable)
31. Gregory Benford – Ekspozycje (Exposures)

## Część 5.: The British Way
(White Wolf, 1998)
- George Tomkyns Chesney(inne języki) – The Battle of Dorking: Reminiscences of a Volunteer
- Edwin A. Abbott – Flatland
- Richard Jefferies(inne języki) – After London; or, Wild England
- Robert Barr(inne języki) – The Doom of London
- George Griffith(inne języki) – A Corner in Lightning
- H.G. Wells – The Country of the Blind (Kraina ślepców)
- Rudyard Kipling  – As Easy as A.B.C.
- John D. Beresford(inne języki) – A Negligible Experiment
- Arthur Conan Doyle – The Horror of the Heights (Groza na wysokości)
- S. Fowler Wright(inne języki) – The Rat
- Olaf Stapledon – The Star Maker (Sprawca gwiazd)
- H.F. Heard – The Great Fog
- Eric Frank Russell  – Hobbyist
- Peter Phillips(inne języki) – Dreams Are Sacred
- J.T. McIntosh – Made in U.S.A. (Made in USA)
- Arthur C. Clarke – The Star (Gwiazda)
- John Wyndham – The Emptiness of Space
- J.G. Ballard – The Voices of Time (Głosy czasu)
- J.G. Ballard – The Drowned Giant (Martwy olbrzym)
- John Brunner – The Totally Rich
- David I. Masson(inne języki) – Mouth of Hell
- David G. Compton – The Discontinuous
- David G. Compton – It's Smart to Have an English Address
- Anthony Burgess – The Muse (Muza)
- Michael Moorcock – The Nature of the Catastrophe
- Josephine Saxton(inne języki) – The Power of Time
- Kingsley Amis – Mason's Life
- M. John Harrison – Settling the World
- Brian W. Aldiss – Working in the Spaceship Yards (W stoczni kosmicznej)
- Brian W. Aldiss – Appearance of Life (Pozory życia)
- Christopher Priest – An Infinite Summer
- James White – Custom Fitting (Ubranie na miarę)
- Tanith Lee – Written in Water
- Ian Watson – The Great Atlantic Swimming Race (Transatlantycki maraton pływacki)
- Brian M. Stableford – And He Not Busy Being Born

## Część 6.: Around the World
(White Wolf, 1998)

### Francja
- Jules Verne – Journey to the Center of the Earth (Podróż do wnętrza Ziemi)
- Albert Robida – The War of the Twentieth Century
- J.-H. Rosny-Aîné – Another World (Inny świat)
- Boris Vian – The Dead Fish (Martwe ryby)
- Philippe Curval(inne języki) – Heavier Than Sleep
- Gérard Klein(inne języki) – The Valley of Echoes
- Élisabeth Vonarburg(inne języki) – The Knot

### Niemcy
- E.T.A. Hoffmann – The Sandman (Piaskun)
- Kurd Lasswitz – The Universal Library
- Franz Kafka – The Hunter Gracchus (Myśliwy Grakchus)
- Herbert W. Franke – The Building
- Wolfgang Jeschke – Loitering at Death’s Door
- James Gunn – The Meaning of Walls
- Erik Simon(inne języki) – Ikaros

### Skandynawia i Finlandia
- Svend Åge Madsen(inne języki) – Mnemosyne's Children
- Sam J. Lundwall(inne języki) – Time Everlasting

### Europa Wschodnia
- Karel Čapek – R.U.R.
- Stanisław Lem – The Hunt (Polowanie, z cyklu Opowieści o pilocie Pirxie)
- Josef Nesvadba – The Divided Carla
- Alexandr Kramer(inne języki) – That Invincible Human Spirit, or, The Golden Ships
- Ovid S. Crohmalniceanu(inne języki) – The Neuhof Treaty

### Rosja
- Arkady i Borys Strugaccy – The Strangers
- Kir Bułyczow – Share It With Me

### Włochy
- Dino Buzzati – The Time Machine
- Tommaso Landolfi – Cancerqueen (Cancroregina)
- Italo Calvino – The Spiral (z Opowieści kosmikomicznych)

### Hiszpania i Ameryka Łacińska
- Teresa Inglés(inne języki) – The Alabaster Garden (Alabastrowy ogród)
- Jorge Luis Borges – The Babylon Lottery (Loteria w Babilonie)
- Gabriel García Márquez – Blacamán the Good, Vendor of Miracles (Blacaman Dobry – Sprzedawca cudów)
- Carlos Fuentes – Chac-Mool

### Indie
- Laxman Londhe(inne języki) – Einstein the Second

### Chiny
- Zheng Wenguang – The Mirror Image of the Earth
- James Gunn – The Professional Writer in China
- Ye Yonglie – Corrosion

### Japonia
- Kobo Abe – Beyond the Curve
- Sakyō Komatsu – Take Your Choice
- Tetsu Yano(inne języki) – The Legend of the Paper Spaceship